# Merak (Dempet)
Merak is een bestuurslaag in het regentschap Demak van de provincie Midden-Java, Indonesië. Merak telt 3712 inwoners (volkstelling 2010).